# جانيت بيكر
جانيت بيكر (بالإنجليزية: Jeanette Baker)‏ هي لاعبة البولنغ ‏ أسترالية، ولدت في 22 أبريل 1955.